# Carl Julius Haidvogel
Carl Julius Haidvogel (* 13. September 1891 in Wien; † 25. Dezember 1974 in Graz) war ein österreichischer Schriftsteller und Standesbeamter.

## Leben
Ab 1912 arbeitete Haidvogel als Standesbeamter der Gemeinde Wien und war nebenberuflich als Lektor an der Wiener Urania und Dramaturg der Bühne der Jungen tätig. Er begann 1918 damit, seine schriftstellerischen Werke zu veröffentlichen. Zwar war Haidvogel nicht unter den Beiträgern zum Bekenntnisbuch des Bundes deutscher Schriftsteller Österreichs (BdSÖ), doch war er einer der Unterzeichner des am 27. März 1938 in Grazer Tagespost erschienenen „Bekenntnis des Bundes deutscher Schriftsteller zum Führer“. Haidvogels Werk Die Pfeiler Gottes wurde in Österreich 1946 auf die Liste der gesperrten Autoren und Bücher gesetzt. 1956 wurde Haidvogel pensioniert. 1971 erhielt er das Österreichische Ehrenkreuz für Wissenschaft und Kunst.

## Werke (Auswahl)
- Der heimliche Spiegel. Ver, Wien 1918.
- Golgatha. Interterrit. Verlag Renaissance, Wien 1920.
- Die Wiedergeburt in Kain. Wiener Graph. Werkstätte, Wien 1920.
- Bundschuh. Luser, Wien 1939.
- Einer am Rande. Braun & Schneider, München 1939.
- Soldat der Erde. Braun & Schneider, München 1939.
- Die Pfeiler Gottes. Wiener Verlag, Wien 1942.
- Herzbrunn. Wiener Verlag, Wien 1943.
- Wast. Wiener Verlag, Wien 1943.
- Landsidl besucht die Natur. Wiener Verlag, Wien 1944.
- Das Teufelsloch. St.-Gabriel-Verlag, Wien-Mödling 1954.
- Der Reiter auf zwei Pferden oder wem Gott ein Amt gibt.... Österreichische Verlagsanstalt, Innsbruck 1954.
- Mädchen ohne Mann. Deutsche Buchgemeinschaft, Wien 1954.
- Herbsthimmel. Österreichische Verlagsanstalt, Innsbruck 1955.
- Scherben bringen Glück. Gritsch, Wien 1956.
- Der treue Diener. Gasolin Gesellschaft, Wien 1957.
- Vaterland. Faber, Krems a.d. Donau 1957.
- Es war einmal ein Vater. Buchgemeinschaft Heimatland, Krems a.d. Donau 1961.
- In die Wolke geschrieben. Österreichische Verlagsanstalt, Wien 1961.
- Das unerbittliche Glück. Steinkopf, Stuttgart 1963.
- Mensch nach siebzehn Uhr. Stocker, Graz 1964.
- Asphalt und Acker. Österreichische Verlagsanstalt, Wien 1966.
- Salz in der Wunde. Heimatland-Verlag, Krems a.d. Donau 1966.
- Bomm. Österreichische Verlagsanst., Wien 1969.
- Hand aufs Herz. Österreichische Verlagsanstalt, Wien 1972.
- Traum wird Wort. Kisler, Wien 1972.